# قلعه کافر کوه سفید
بقایای قلعه کافر کوه سفید مربوط به سده‌های میانه دوران‌های تاریخی پس از اسلام است و در شهرستان مشهد، بخش رضویه، روستای کوه سفید واقع شده و این اثر در تاریخ ۱۹ مرداد ۱۳۸۴ با شمارهٔ ثبت ۱۲۹۵۶ به‌عنوان یکی از آثار ملی ایران به ثبت رسیده است.